# Sânsimion, Harghita
Sânsimion (în maghiară Csíkszentsimon) este satul de reședință al comunei cu același nume din județul Harghita, Transilvania, România.

## Așezare
Localitatea Sânsimion este situată pe malul stâng al râului Olt, la o altitudine de 650 m, în centrul Depresiunii Ciucului, pe drumurile județene 123, Sânmartin – Sânsimion și 123A, Tușnad – Sântimbru.

## Istoric
Descoperirile arheologice făcute de-a lungul timpului ne dovedesc existența omului pe aceste locuri încă din Evul Mediu, astfel, la intrare în sat, pe malul stâng al Oltului, se află o terasă cu urme de locuire din epoca dacică, cultura Wietenberg, secolul al IV-lea, epoca migraților și evul mediu. Așezării dacice îi aparțin cele mai multe materiale arheologice specifice epocii o ceașcă, un borcan, o fructieră cu picioul scurt, o strachină și un vas de provizii, toate de culoare cenușie și modelate cu roata. În anul 1987–1988, cu ocazia săpăturilor arheologice făcute în apropierea „Carierei de nisip” (în maghiară Kőházkert) s-a constatat o locuire dacică, cu gropi circulare ce conțineau fragmente de vase, oase de animale, o plăcuță de cuirasă, fusoiale etc. Pe teritoriul satului se mai menționeată materiale de tip scitic dintr-un mormânt de incinerație din sec. VI–V î.Hr. La marginea de nord a satului, între drumul județean și lunca Oltului s-a descoperit un bogat material arheologic din epoca bronzului, epoca dacică și evul mediu timpuriu. Satul Sânsimion, a făcut parte, între anii 1762 și 1851, din Compania a III-a a Primului Regiment Secuiesc de Infanterie.

## Economie
Economia acestei localități este bazată pe industria de exploatare și prelucrare a lemnului, industria de prelucrare a maselor plastice, pe agricultură prin cultivarea cartofului și a cerealelor precum și pe creșterea animalelor și comerțul cu produse agricole.

## Demografie
În comună, conform recensământului din 2011, din totalul populației de 3.429 de locuitori, majoritatea absolută (3.377 sau 98,48%) sunt maghiari, 38 (1,1%) sunt români, 5 (0,14%) sunt țigani, iar 76 (2,2%) sunt de etnie necunoscută.

## Obiective turistice
- Biserica romano-catolică, construită între anii 1823–1835
- Conacul Endes Miklós, secolul al XVIII-lea
- Bazinul Ciucului de Jos (sit de importanță comunitară inclus în rețeaua ecologică europeană Natura 2000 în România)

## Localități înfrățite
- Ózd, Ungaria